# جایزه خروس زرین
جایزه خروس زرین (چینی ساده: 金鸡奖; پین‌یین: Jīnjī Jiǎng) نام یک جایزه سینمایی در سرزمین اصلی چین است که در سال ۱۹۸۱ میلادی (سالِ خروس در گاه‌شمار چینی) بنیان نهاده شد.
تندیس این جایزه، یک «خروس زرین» است که توسط «انجمن فیلم چین» به برترین‌های صنعت سینما در این کشور اهدا می‌شود.
از سال ۲۰۰۵ میلادی به بعد، جایزه خروس زرین به تولیدات کشور هنگ کنگ و تایوان هم تعلق می‌گیرد و از این لحاظ، رقیبی برای جوایز و جشنواره فیلم اسب طلایی شده است. همچنین از این سال، این جایزه به صورت «دو سال یک‌بار» و در «سال‌های فرد» اعطا می‌شود. در سال ۱۹۹۲، جایزه خروس زرین و جایزه صد گل در یک جشنواره ملی واحد ادغام شدند.